# Grane (Francja)
Grane – miejscowość i gmina we Francji, w regionie Owernia-Rodan-Alpy, w departamencie Drôme.
Według danych na rok 1990 gminę zamieszkiwały 1 384 osoby, a gęstość zaludnienia wynosiła 31 osób/km² (wśród 2880 gmin regionu Rodan-Alpy Grane plasuje się na 609. miejscu pod względem liczby ludności, natomiast pod względem powierzchni na miejscu 83.).